# Urriés
Urriés – gmina w Hiszpanii, w prowincji Saragossa, w Aragonii, o powierzchni 37,27 km². W 2011 roku gmina liczyła 41 mieszkańców.